# Krummbach (Cunnersdorfer Wasser)
Der Krummbach ist ein rechter Nebenfluss des Cunnersdorfer Wassers in Sachsen.

## Verlauf
Der Krummbach entspringt in einer Höhe von 374 m am südlichen Ende des Waldhufendorfes Ottenhain in der Gemeinde Kottmar. Nach Vereinigung mit dem rechten Nebenfluss Flössel fließt der Bach weiter durch den Ort nach Nordwesten, wo er zwei Teiche speist. Nach dem Verlassen des Ortes im Norden kreuzt er die neugebaute Umgehungsstraße B 178n und vereinigt sich wenig später mit dem Cunnersdorfer Wasser östlich von Großschweidnitz. Er hat eine Gesamtlänge von 5 km.

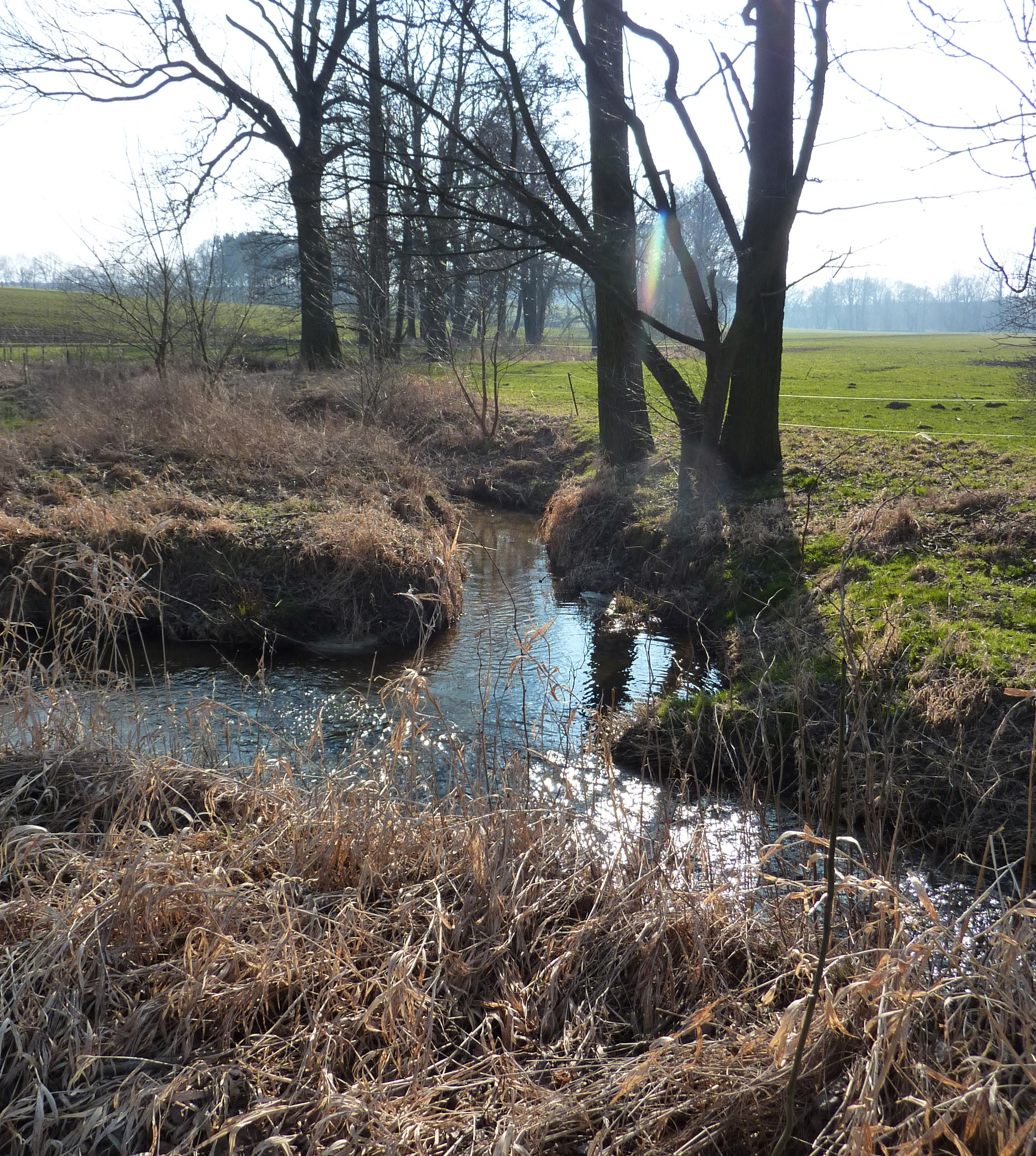
Zusammenfluss mit dem Cunnersdorfer Wasser

## Umwelt
Kennzeichnend für den Krummbach ist der naturbelassene Lauf im unteren Fließabschnitt, an dem keine Ansiedlungen zu finden sind. Dort ist durchgängig ein alter Baumbestand aus Weiden, Ahorn und Pappeln zu finden. Der Oberlauf verläuft fast ausschließlich durch Ottenhain, wo er einen klassischen Dorfbach darstellt.
Der ursprünglich fischreiche Bach wurde seit der Mitte des 19. Jahrhunderts in Ottenhain durch Industriebetriebe stark verschmutzt, so dass der Fischbestand stark zurückging. Seine Wasserkraft wurde früher zum Antrieb mehrerer Mühlen genutzt. Heute hat das Gewässer wieder die Güteklasse II erreicht.